# David (Le Bernin)
Pour les articles homonymes, voir David.
David est une sculpture en marbre du Bernin de 170 cm de haut, l'une des nombreuses commandes du cardinal Scipione Caffarelli-Borghese, mécène de l'artiste, pour décorer sa villa, où elle se trouve encore aujourd'hui. Elle fut achevée en huit mois, de 1623 à 1624. Elle est conservée à la Galerie Borghèse à Rome.
Le sujet de l'œuvre est le David biblique, sur le point de lancer la pierre qui fera tomber Goliath, ce qui lui permettra de le décapiter. Par rapport aux œuvres antérieures sur le même thème, notamment le David de Michel-Ange, la sculpture innove par son mouvement implicite et son intensité psychologique.

## Histoire
Entre 1618 et 1625, Le Bernin est chargé de réaliser diverses sculptures pour la villa du cardinal Scipione Borghese située près de la Porta Pinciana, aujourd'hui siège de la Galerie Borghèse. Il commence le David en 1623, sur commande du cardinal Alessandro Damasceni Peretti, qui entend le placer dans le contexte scénographique du jardin de sa Villa Montalto. Il n'a alors que 24 ans et travaille à la sculpture d'Apollon et Daphné, dont il abandonne le projet pour des raisons inconnues. Après la mort du cardinal Peretti le 2 juin 1623, la commande est rapidement reprise par le cardinal Scipione Caffarelli-Borghese, collectionneur passionné et découvreur de talents artistiques,. Selon les relevés de paiement, il commence la sculpture à la mi-1623 ; son biographe contemporain, Philippe Baldinucci affirme qu'il l'a terminée en sept mois, peut-être pour célébrer le renaissance des Borghèse indiqués par le symbole héraldique de l'aigle sur la cithare, avec la fin du pontificat hostile de Grégoire XV Ludovisi. Le David est installé dès mai 1624 au rez-de-chaussée de la villa du cardinal.
David est la dernière commande de Scipione Borghese au Bernin. Avant même qu'il ne soit terminé, l'ami et protecteur du Bernin, Maffeo Barberini, est élu pape, sous le nom d'Urbain VIII.

## Sujet
La sculpture montre une scène du premier livre de Samuel dans l'Ancien Testament. Les Israélites sont en guerre contre les Philistins dont le champion, Goliath, a défié l'armée israélite de régler le conflit par un combat singulier. Le jeune berger David vient de relever le défi et s'apprête à tuer Goliath d'un coup de fronde.
Les vêtements de David sont typiques de la tenue de berger. À ses pieds se trouve l'armure du roi d'Israël, Saül, donnée à David pour le combat. L'armure a été abandonnée, car elle est trop grande et David n'y est pas habitué : il peut mieux se battre sans. À ses pieds se trouve sa harpe, souvent incluse comme dispositif iconographique de David en référence au fait que David était un psalmiste et un harpiste talentueux.

## Description
Le David de Gian Lorenzo Bernini est sculpté dans le marbre d'une hauteur de 170 cm. L'œuvre reprend le mythe biblique de David et Goliath, qui voit David armé d'une fronde affronter le géant Goliath.
Bernin, suivant les schémas du baroque, représente David quelques instants avant que celui-ci envoie la pierre qui tuera le géant. La figure de David est représentée au moment de sa torsion montrant une expression d'effort intense aussi bien physique que mental.
Le corps du personnage est représenté au moment où il s'apprête à lancer la pierre, les deux pieds en appui, le corps à demi tourné. La figure est en tension, le mouvement et la puissance sont sous-entendus. Le visage montre la concentration, avec un froncement de sourcils et même le fait de se mordre la lèvre inférieure. Le geste impétueux de l'œuvre est accentué par le mouvement serpentin, avec lequel l'artiste démontre sa profonde connaissance de l'anatomie en action. Le mouvement hélicoïdal, ainsi que la capture de l'instant, sont typiques du baroque. Ce David n'est pas le guerrier parfait et idéalisé, mais un homme très humain qui cherche à atteindre ses objectifs.
La torsion du corps crée une dynamique qui imprègne l'espace environnant, jaillissant hors du marbre, comme pour suggérer que l'adversaire de David est à côté du spectateur, impression renforcée par le socle original qui était plus petit que celui actuel.
Le visage de David reprend les propres traits du Bernin qui, fort de sa nouvelle conscience artistique de son propre génie, se permet de se mesurer au David de Michel-Ange.

## Analyse

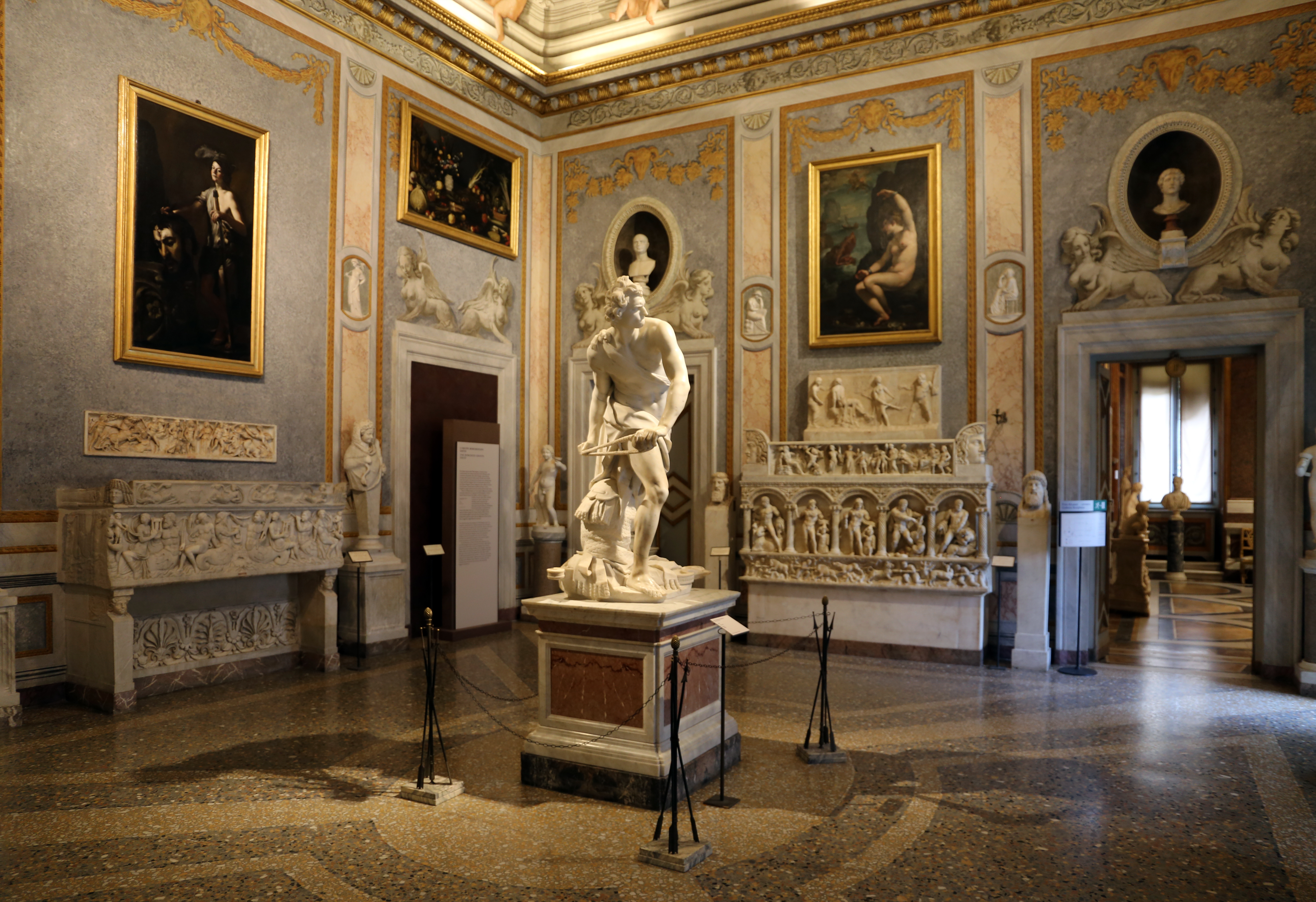
David dans la salle du Soleil de la Galerie Borghèse.

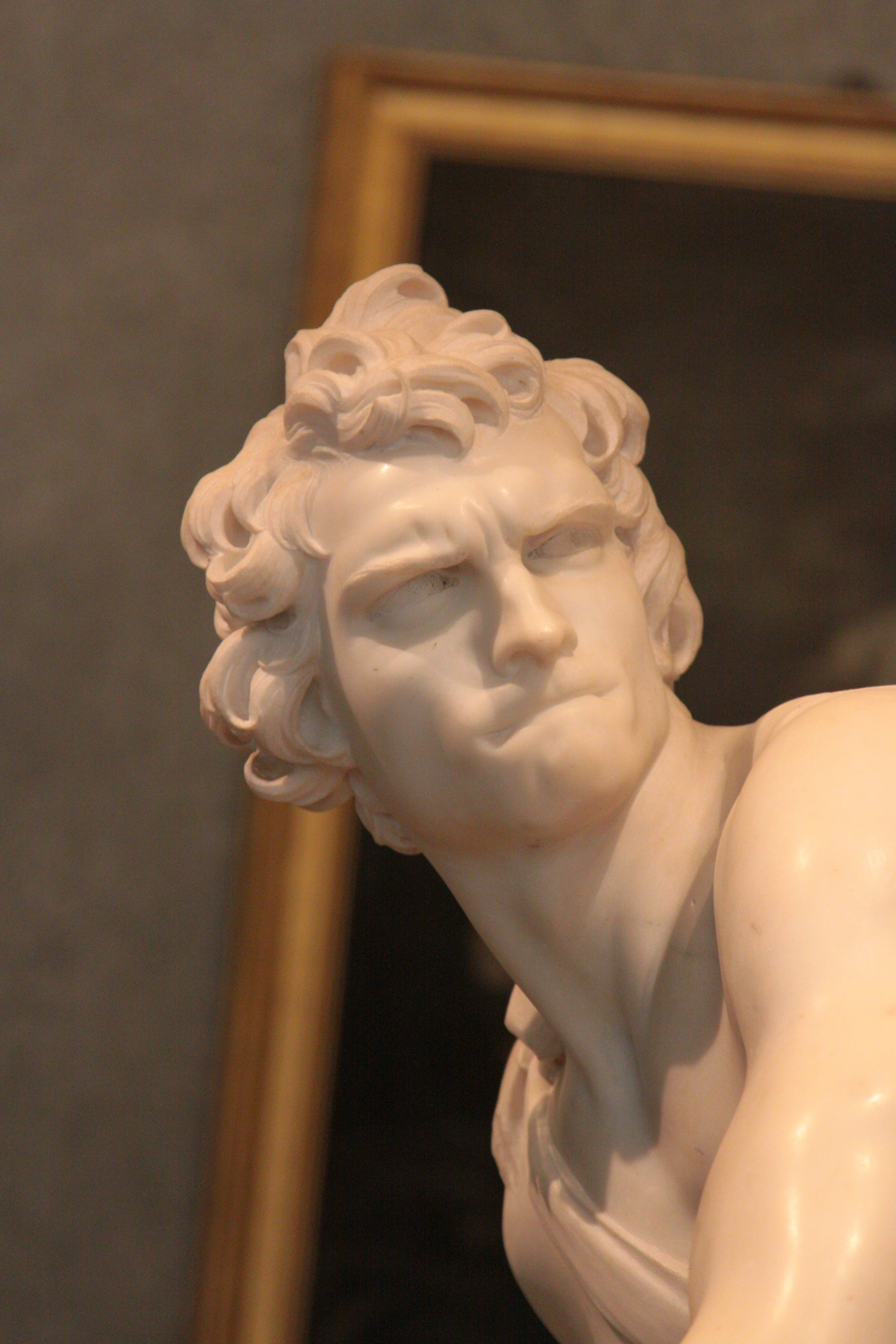
Détail du visage.

Le Bernin est à l'avant-garde de l'évolution du baroque, qui apporte des changements importants dans l'art de la sculpture. Les statues des maîtres de la Renaissance étaient strictement frontales, obligeant le spectateur à les regarder d'un seul côté seulement. Le David du Bernin est une œuvre tridimensionnelle qui a besoin d'espace autour d'elle et qui met le spectateur au défi de marcher autour d'elle, afin de contempler son changement de nature en fonction de l'angle sous lequel elle est vue. Vu de côté, le héros biblique révèle une certaine instabilité, due au chargement de la fronde ; de face, la scène apparaît presque figée, suspendue au moment où David vise avant de lancer la pierre. Mais quel que soit le point de vue, David se prête à l'observateur comme un athlète qui, au milieu de son effort physique, révèle, selon Vittorio Sgarbi, un « dynamisme qui anime la pierre et la rend vivante au point de la faire palpiter », mis en valeur par les jeux d'ombre et de lumière générés par le lieu de conservation de l'œuvre et les conditions environnementales de la Galerie.
La sculpture fait référence à une entité invisible – sous la forme de Goliath, l’objet de l’agression de David – ainsi qu’au spectateur, pris au milieu du conflit. Les conventions de temps, ainsi que de l’espace, sont remises en question. Au lieu de la constance sereine du David de Michel-Ange, par exemple, le Bernin a choisi de capturer une fraction du temps dans le cours d'un mouvement continu : l'énergie latente qui imprègne le David de Michel-Ange est ici en train de se libérer.
Sur le plan émotionnel, les sculptures du Bernin sont révolutionnaires dans la mesure où elles explorent une variété d'états mentaux extrêmes, comme ici la colère : le visage de David, fronçant les sourcils et mordant sa lèvre inférieure, est déformé par son agressivité réfléchie.
Le Bernin donne vie à une œuvre pleine de dynamisme, en plein accord avec la poétique baroque. La grande concentration de David, sur le point d'accomplir un geste qui pourrait complètement changer le sort de l'affrontement, est en effet réitérée par de nombreux détails, tous soigneusement étudiés par le sculpteur. Le visage du héros a une expression renfrognée dans l'effort de rassembler l'énergie nécessaire pour lancer la pierre, et ses bras sont contractés sur la fronde ; le regard est tendu vers la cible, tandis que les lèvres sont serrées avec effort. Des anecdotes de l'époque rapportent également que le visage de David constituerait en réalité un autoportrait du Bernin, qui aurait fixé ses propres traits dans le marbre en regardant sa propre image réfléchie dans un miroir, tenu providentiellement par Maffeo Barberini, le futur de client l'artiste,,, un témoignage des méthodes de travail du Bernin, ainsi que de la relation étroite qu'il entretenait avec le futur pape.
En plus de ses tentatives de réalisme, David suit également suivi les conventions contemporaines sur la façon dont une figure militaire doit être représentée. Comme Albrecht Dürer l'avait déjà postulé, le vir bellicosus, « l'homme belliqueux », est mieux représenté avec les proportions plutôt extrêmes d'un rapport tête-corps de 1:10. De plus, le guerrier a une facies leonina, ou « visage de lion », caractérisée par un front fuyant, des sourcils saillants et un nez courbé (David deviendra plus tard le « Lion de Juda »).
Il est significatif de noter que la lyre posée aux pieds de David se termine par une tête d'aigle, message explicite d'exaltation dynastique de la famille de Scipione Caffarelli-Borghese, commanditaire de l'œuvre.
Contrairement aux différentes représentations de la Renaissance d'autres artistes comme Donatello, Andrea del Verrocchio et Michel-Ange, la vision baroque du Bernin est élaborée dans le mouvement et saisit les diverses expressions corporelles qui manifestent l'effort dans le moindre détail en une pose sinueuse et plastique.

## Influences
Le David biblique est un sujet populaire parmi les artistes de la Renaissance italienne et a été traité par des sculpteurs tels que Donatello (v. 1440), Verrocchio (1473-1475) et Michel-Ange (1501-1504). Le David du Bernin, bien que proche de ces œuvres, s'en distingue par certains aspects significatifs.
La sculpture n’est plus autonome, mais interagit avec l’espace qui l’entoure. Depuis les sculptures de la période hellénistique, comme la Victoire de Samothrace, les sculptures n'avaient jamais été impliquées dans leur environnement comme celles du Bernin. Le Gladiateur Borghèse d'époque hellénistique est une inspiration probable pour le David du Bernin : le mouvement du gladiateur se préparant à attaquer est similaire à la façon dont David balance sa fronde. Une autre différence réside dans le moment que le Bernin a choisi de représenter. Le David de Michel-Ange diffère de ceux de Donatello et de Verrocchio en ce qu'il montre David se préparant à la bataille, plutôt que victorieux par la suite. Le Bernin, lui, choisit de représenter David en train de lancer la pierre. Il s'agit d'une nouveauté ; les figures lancées sont extrêmement rares dans les sculptures post-antiques. Le motif du mouvement existait cependant dans la peinture, un exemple en est la fresque d' Annibale Carracci représentant le Cyclope Polyphème jetant une pierre. Le Bernin connaissait probablement le Polyphème de Carrache : non seulement il se trouvait dans les fresques de la galerie Farnèse à Rome, mais Carrache est le peintre que Le Bernin classe au quatrième rang parmi les plus grands de tous les temps, après Raphaël, Le Corrège et Titien (parmi ses contemporains, il considère Guido Reni comme le plus grand).
Le Bernin connaissait peut-être aussi les écrits de Léonard de Vinci sur le sujet. Dans son Trattato della pittura, celui-ci traite précisément de la question de savoir comment représenter un personnage en train de lancer. Il est possible que Le Bernin applique cette théorie à son David :
« Si vous le représentez commençant le mouvement, alors la face interne du pied tendu sera alignée avec la poitrine et amènera l’épaule opposée sur le pied sur lequel repose son poids. Autrement dit : le pied droit sera sous son poids, et l’épaule gauche sera au-dessus de la pointe du pied droit »
Le célèbre Discobole du Ve siècle av. J.-C. de Myron est aussi une source d'inspiration potentielle pour le David du Bernin. Cependant, le Discobole n'était connu au début du XVIIe siècle que par des sources littéraires ; les torses des copies qui ont survécu n'ont pas été correctement identifiés avant 1781. Quintilien et Lucien de Samosate ont tous deux écrit à propos de la statue, mais les descriptions montrent une figure en train de s'étirer ou de s'incliner, plutôt qu'en train de lancer.

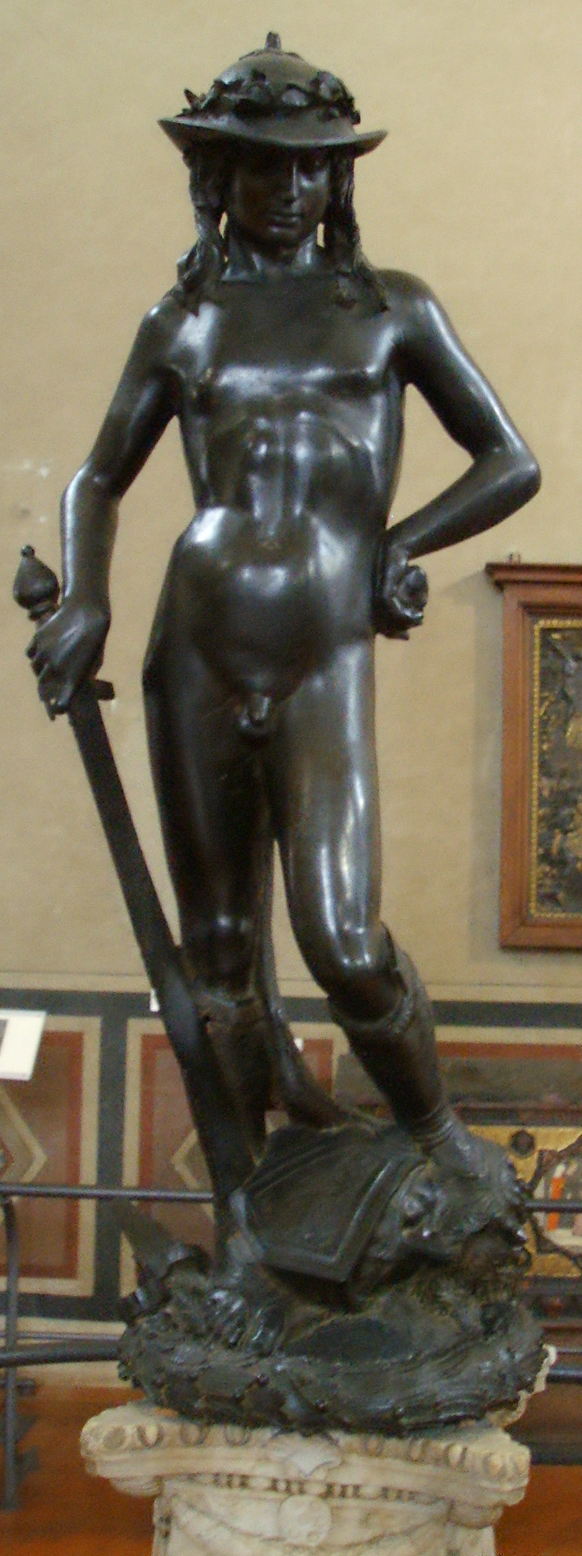
Donatello, David, vers 1440, bronze et ronde-bosse, musée national du Bargello, Florence
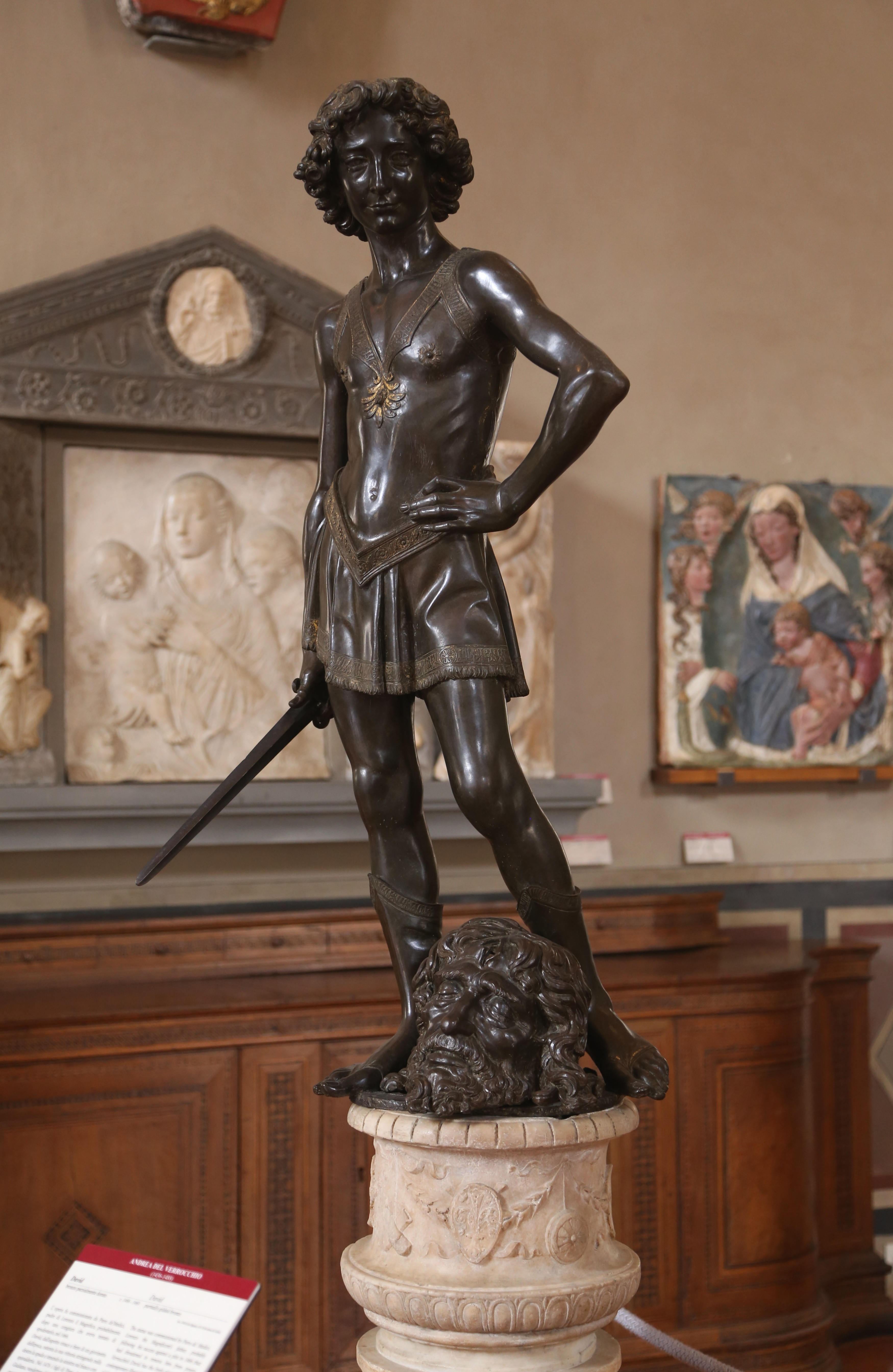
Andrea del Verrocchio, David, v. 1466-69, bronze, musée national du Bargello, Florence
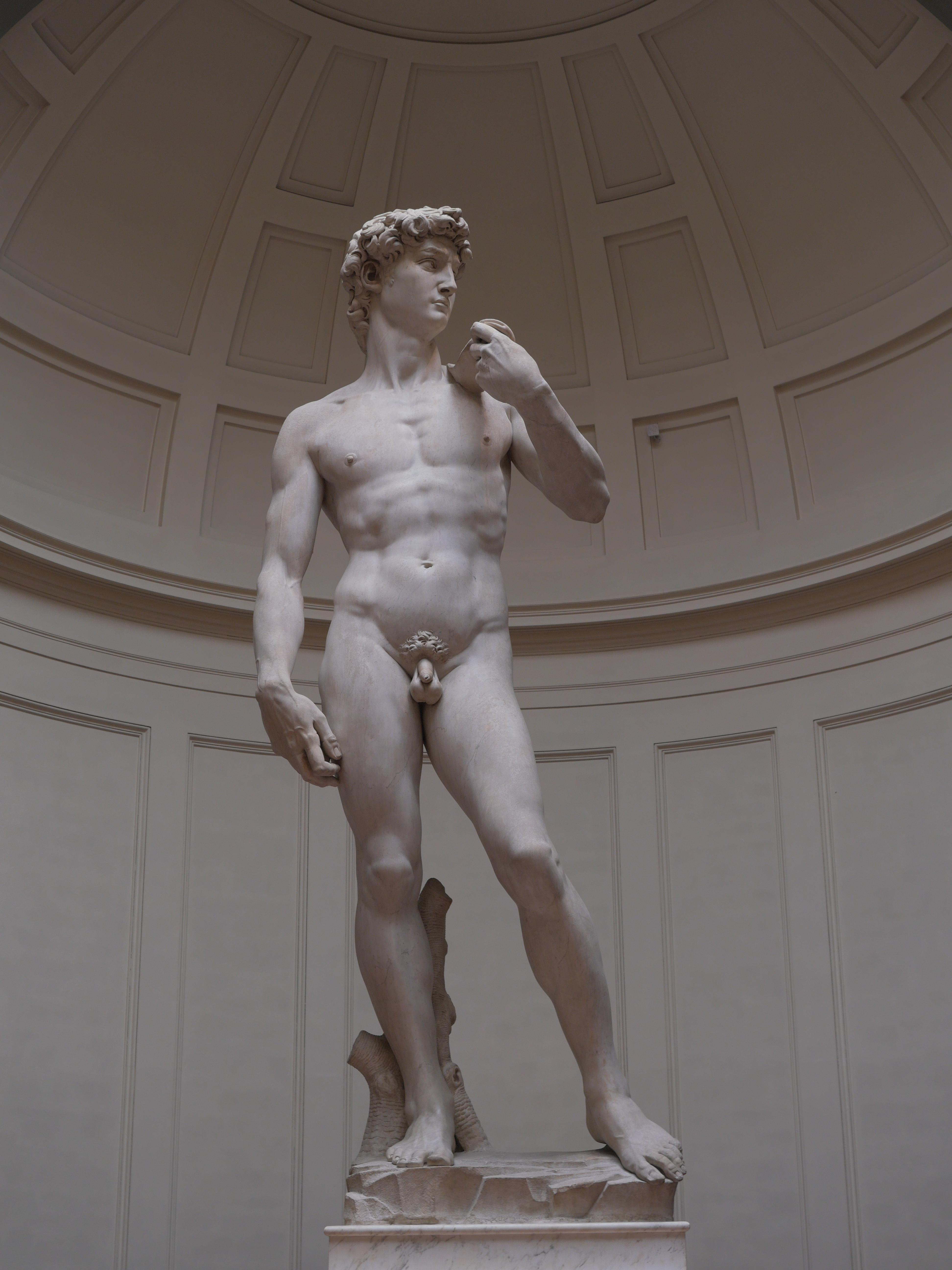
Michel-Ange, David, 1501-1504, marbre, Galleria dell'Accademia de Florence
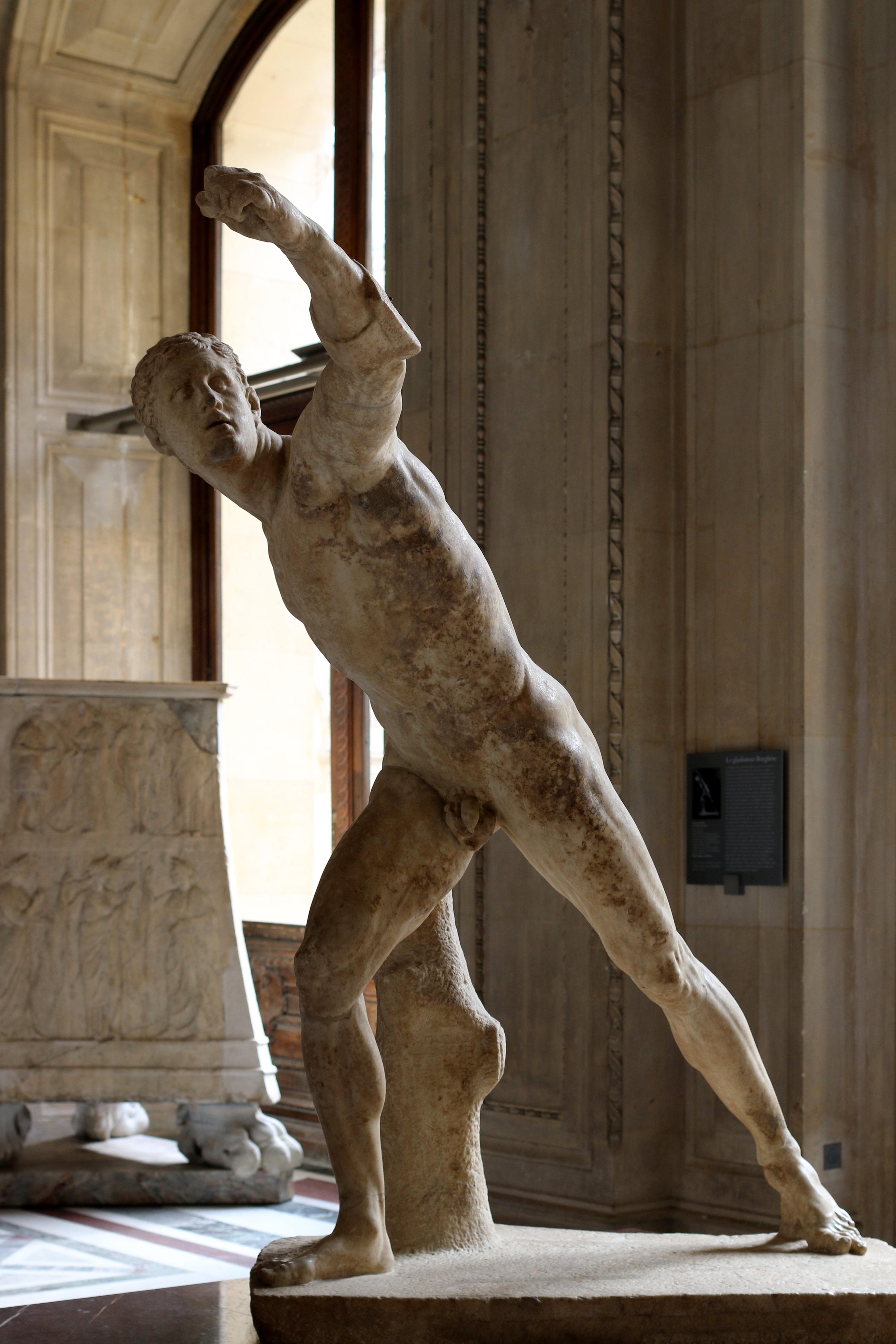
Gladiateur Borghèse, musée du Louvre, Paris
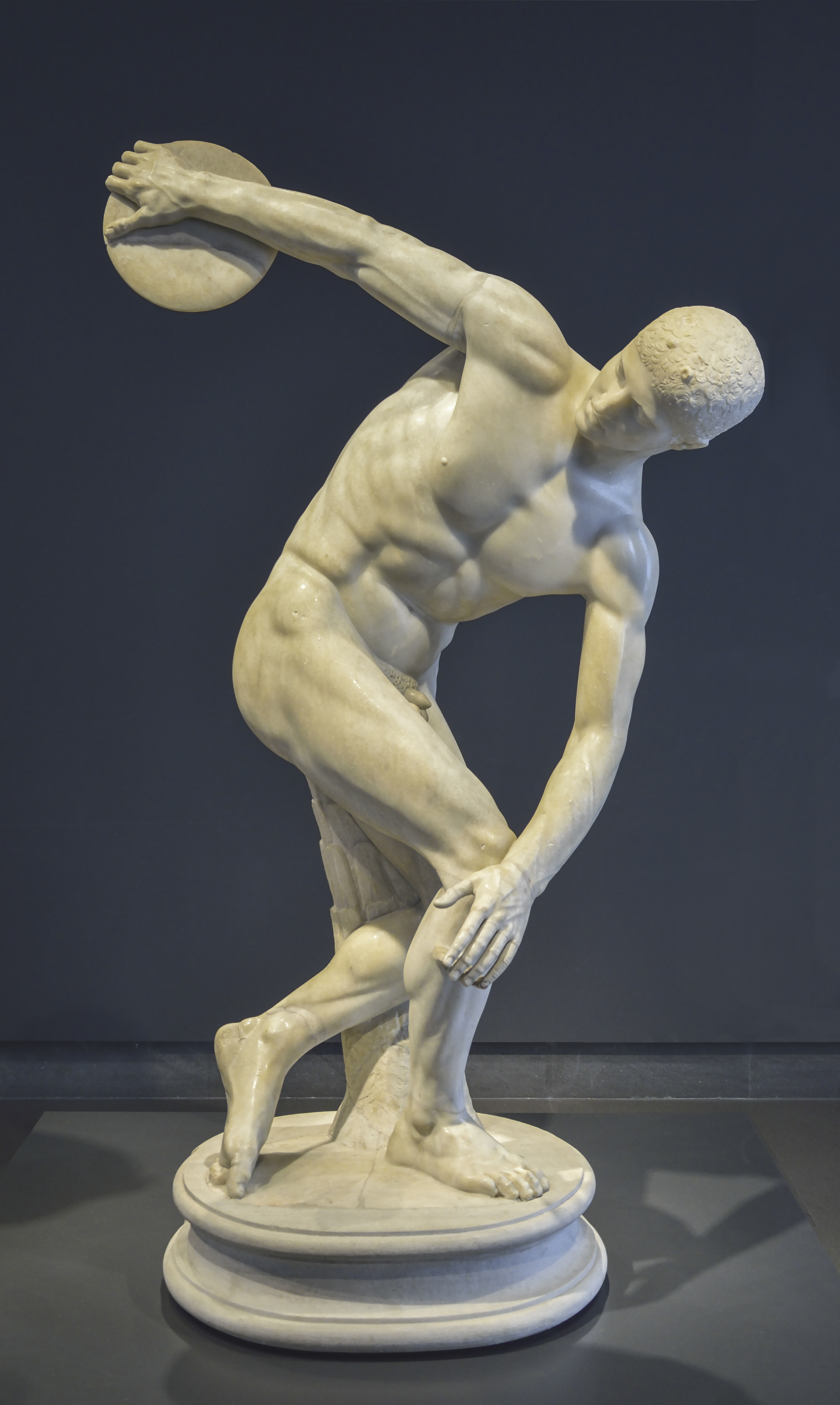
Copie du Discobole de Myron, marbre, palais Massimo des Thermes, Rome